# Britannia (moneta)
Britannia – brytyjska seria monet bulionowych, emitowanych w złocie, srebrze i platynie.

## Warianty

### Złote monety
Złote monety z serii emitowane są od 1987 i obejmują następujące nominały:
- 500 funtów – 5 uncji złota (od 2013),
- 100 funtów – 1 uncja złota,
- 50 funtów – 0,5 uncji złota,
- 25 funtów – 0,25 uncji złota,
- 10 funtów – 0,1 uncji złota,
- 5 funtów – 0,05 uncji złota (od 2013),
- 50 pensów – 0,025 uncji złota (od 2015).

W latach 1987–2012 do bicia monet stosowany był kruszec o próbie 917, w 2013 próba podwyższona została do 999,9.

### Srebrne monety
Srebrne monety z serii emitowane są od 1997 i obejmują następujące nominały:
- 10 funtów – 5 uncji srebra (od 2013),
- 2 funty – 1 uncja srebra,
- 1 funt – 0,5 uncji srebra,
- 50 pensów – 0,25 uncji srebra,
- 20 pensów – 0,1 uncji srebra,
- 10 pensów – 0,05 uncji srebra (od 2013).

W latach 1997–2012 do bicia monet stosowany był kruszec o próbie 958, w 2013 próba podwyższona została do 999.

### Platynowe monety
Platynowe monety z serii emitowane są od 2018 i obejmują następujące nominały:
- 100 funtów – 1 uncja platyny,
- 10 funtów – 1/10 uncji platyny[4].

Do bicia monet stosowany jest kruszec o próbie 999,5.